# قانون (فیلم ۱۹۶۰)
قانون (انگلیسی: Kanoon) فیلمی هندی است که در سال ۱۹۶۰ منتشر شد. از بازیگران آن می‌توان به راجندرا کومار، آشوک کومار، ناندا و محمود علی اشاره کرد.